# Демна Гвасалія
Демна Гвасалія (груз. დემნა გვასალია; нар. 25 березня 1981, Сухумі) — грузинський дизайнер, творець бренду Vetements, з 2015 року креативний директор модного будинку Balenciaga.
Амбасадор глобальної ініціативи президента України з підтримки України, запущеної під час російсько-української війни United24.

## Ранні роки
Демна Гвасалія народився в родині з батька-грузина і російської матері. У віці 12 років мав втікати з Сухумі через російсько-грузинську війну.
У підлітковому віці Демна, будучи геєм, зазнавав цькування у «дуже релігійній, дуже мачистській» країні.
З 1997 року вивчав міжнародну економіку в Тбіліському державному університеті, закінчивши його в 2001 році. У 2001 році переїхав з родиною в Дюссельдорф. Пізніше переїхав в Антверпен, де вступив до Королівської академії витончених мистецтв і закінчив її в 2006 році зі ступенем магістра в галузі дизайну одягу.

## Кар'єра
Був ведучим дизайнером Maison Margiela і Louis Vuitton. Після роботи в Maison Margiela і Louis Vuitton, в 2014 році створив бренд Vetements. Назва бренду Vetements в перекладі з французької означає «одяг» (франц. Vêtements). Vetements зробили своє ім'я завдяки деконструкціонному дизайну, зосередженому навколо переосмисленого міського вуличного одягу.
В даний час є креативним директором бренду Balenciaga. З 2014 року був також головним дизайнером Vetements, однак восени 2019 року повідомив про свій відхід.
У 2015 році Гвасалія став творчим директором Balenciaga, змінивши Олександра Ванга.
У 2019 році Гвасалія покинув Vetements, щоб займатися новими мистецькими починаннями, досягши своїх цілей із компанією, повідомивши Highsnobiety, що він 'виконав [свою] місію концептуаліста та новатора дизайну'.
У серпні 2021 року Гвасалія співпрацював з Каньє Вестом, де виступав у ролі креативного директора другого заходу прослуховування альбому Donda.
На зустрічі 2021 у Метрополітен-музеї Нью-Йорка Гвасалія пройшов по сходах із зіркою реаліті-телебачення Кім Кардаш'ян.
У 2019 виявився в центрі скандалу, виставивши на продаж за 680 фунтів в наддорогому лондонському магазині Harrods футболку з написом «Йди на хуй».
У 2021 році вийшов російський фільм «Північний вітер», де дизайнер виступив в якості художника по костюму для героїні Ренати Литвинової.

## Особисте життя
Демна Гвасалія є геєм. З 2017 року заміжній за електронним музикантом Лоїком Гомесом (відомий під псевдонімом BFRND).

## Нагороди
- Орден «За заслуги» ІІІ ступеня (Україна, 23 серпня 2022) — за значні особисті заслуги у зміцненні міждержавного співробітництва, підтримку державного суверенітету та територіальної цілісності України, вагомий внесок у популяризацію Української держави у світі.[15]

У 2018 році став володарем премії The Fashion Awards.